# كورت شتودنت
كورت شتودنت (بالألمانية: Kurt Student) قائد ألماني (12 مايو 1890- 1 يوليو 1978) اشتهر بقيادته لسلاح المظلات في الحرب العالمية الثانية
- أثناء غزو بولندا الفرقة الجوية السابعة التي تتبع مباشرة قيادة هيرمان غورينغ القائد العلى للقوات الجوية الألمانية.
- شارك سلاح المظلات تحت قيادته في احتلال مدينة روتردام في هولندا في مايو 1940.
- قاد الفيلق الحادي عشر (مظلات) أثناء عملية احتلال جزيرة كريت في مايو 1941.
- كان القائد الأعلى لعملية تحرير بينيتو موسوليني أثناء أسره من قبل الحكومة الإيطالية سبتمبر عام 1943.
- في سبتمبر 1944 ساهم جنوده المظليون في إحباط محاولة الإنزال التي قامت بها قوات الحلفاء في أرنهم في هولندا.
- كُلف في نهاية أبريل 1945 أثناء معركة برلين بقيادة مجموعة الجيش «فيستولا» المكلفة بالدفاع عن شمال ألمانيا ضد الغزو الروسي، لكن قوات الحلفاء الغربيون ألقت القبض عليه قبل تولي مهامه.
- توفي في ليمغو Lemgo في ألمانيا الغربية عام 1978.

## روابط خارجية
- كورت شتودنت على موقع IMDb (الإنجليزية)
- كورت شتودنت على موقع مونزينجر (الألمانية)
- كورت شتودنت على موقع إن إن دي بي (الإنجليزية)